# Livina
Livina es un municipio situado en el distrito de Partizánske, en la región de Trenčín, Eslovaquia. Tiene una población estimada, a inicios de 2022, de 118 habitantes.
Está ubicado al sur de la región, cerca del río Nitra (cuenca hidrográfica del Danubio) y de la frontera con la región de Nitra.

## Demografía
| Año        | 1994 | 2004     | 2014    | 2024    |
| ---------- | ---- | -------- | ------- | ------- |
| Población  | 97   | 119      | 114     | 119     |
| Diferencia |      | +22,68 % | −4,20 % | +4,38 % |

| Año        | 2023 | 2024    |
| ---------- | ---- | ------- |
| Población  | 120  | 119     |
| Diferencia |      | −0,83 % |